# Bóng đá tại Thế vận hội Mùa hè 2020
Môn bóng đá tại Thế vận hội Mùa hè 2020 được tổ chức từ ngày 21 tháng 7 đến ngày 7 tháng 8 năm 2021 tại Nhật Bản. Ngoài thành phố chủ nhà Thế vận hội là Tokyo, các trận đấu cũng được diễn ra ở Kashima, Saitama, Sapporo, Sendai và Yokohama.
Các hiệp hội thành viên FIFA có thể cử các đội tuyển tham gia giải đấu. Không có giới hạn độ tuổi đối với các đội tuyển nữ, trong khi các đội tuyển nam bị giới hạn ở các cầu thủ từ 24 tuổi trở xuống (sinh vào hoặc sau ngày 1 tháng 1 năm 1997) cộng với 3 cầu thủ quá tuổi. Giải đấu của nam kể từ năm 1992 thường giới hạn độ tuổi của các cầu thủ tham dự là U-23 tuổi, nhưng do Thế vận hội bị hoãn một năm, FIFA đã quyết định duy trì giới hạn cho các cầu thủ sinh từ sau ngày 1 tháng 1 năm 1997. Vào tháng 6 năm 2020, FIFA đã phê duyệt việc sử dụng hệ thống trợ lý trọng tài video (VAR) lần đầu tiên tại Thế vận hội. Các đội chỉ được mang tối đa 18 vận động viên, tuy nhiên do đại dịch COVID-19, danh sách được phép bao gồm tối đa 22 vận động viên.
Brasil là đương kim vô địch của nam. Đức là đương kim vô địch của nữ, nhưng không thể giành quyền tham dự sau khi để thua Thụy Điển tại tứ kết Giải vô địch bóng đá nữ thế giới 2019. 

## Lịch thi đấu
| G | Vòng bảng | ¼ | Tứ kết | ½ | Bán kết | B | Tranh huy chương đồng | F | Tranh huy chương vàng |

| NgàyNội dung | 21/7 | 22/7 | 23/7 | 24/7 | 25/7 | 26/7 | 27/7 | 28/7 | 29/7 | 30/7 | 31/7 | 1/8 | 2/8 | 3/8 | 4/8 | 5/8 | 6/8 | 7/8 |
| ------------ | ---- | ---- | ---- | ---- | ---- | ---- | ---- | ---- | ---- | ---- | ---- | --- | --- | --- | --- | --- | --- | --- |
| Nam          |      | G    |      |      | G    |      |      | G    |      |      | ¼    |     |     | ½   |     |     | B   | F   |
| Nữ           | G    |      |      | G    |      |      | G    |      |      | ¼    |      |     | ½   |     |     | B   | F   |     |

## Địa điểm
Tổng cộng có sáu địa điểm đã được sử dụng:
| Chōfu (Tokyo)                | Saitama                                | Yokohama                               |                                        |
| ---------------------------- | -------------------------------------- | -------------------------------------- | -------------------------------------- |
| Sân vận động Tokyo           | Sân vận động Saitama                   | Sân vận động Quốc tế Yokohama          |                                        |
| Sức chứa: 48.000             | Sức chứa: 62.000                       | Sức chứa: 70.000                       |                                        |
|                              |                                        |                                        |                                        |
| Kashima                      | YokohamaSaitamaRifuTokyoKashimaSapporo | YokohamaSaitamaRifuTokyoKashimaSapporo | YokohamaSaitamaRifuTokyoKashimaSapporo |
| Sân vận động Kashima Ibaraki | YokohamaSaitamaRifuTokyoKashimaSapporo | YokohamaSaitamaRifuTokyoKashimaSapporo | YokohamaSaitamaRifuTokyoKashimaSapporo |
| Sức chứa: 42.000             | YokohamaSaitamaRifuTokyoKashimaSapporo | YokohamaSaitamaRifuTokyoKashimaSapporo | YokohamaSaitamaRifuTokyoKashimaSapporo |
|                              | YokohamaSaitamaRifuTokyoKashimaSapporo | YokohamaSaitamaRifuTokyoKashimaSapporo | YokohamaSaitamaRifuTokyoKashimaSapporo |
| Rifu (Vùng đô thị Sendai)    | YokohamaSaitamaRifuTokyoKashimaSapporo | YokohamaSaitamaRifuTokyoKashimaSapporo | YokohamaSaitamaRifuTokyoKashimaSapporo |
| Sân vận động Miyagi          | YokohamaSaitamaRifuTokyoKashimaSapporo | YokohamaSaitamaRifuTokyoKashimaSapporo | YokohamaSaitamaRifuTokyoKashimaSapporo |
| Sức chứa: 48.000             | YokohamaSaitamaRifuTokyoKashimaSapporo | YokohamaSaitamaRifuTokyoKashimaSapporo | YokohamaSaitamaRifuTokyoKashimaSapporo |
|                              | YokohamaSaitamaRifuTokyoKashimaSapporo | YokohamaSaitamaRifuTokyoKashimaSapporo | YokohamaSaitamaRifuTokyoKashimaSapporo |
| Sapporo                      | YokohamaSaitamaRifuTokyoKashimaSapporo | YokohamaSaitamaRifuTokyoKashimaSapporo | YokohamaSaitamaRifuTokyoKashimaSapporo |
| Sapporo Dome                 | YokohamaSaitamaRifuTokyoKashimaSapporo | YokohamaSaitamaRifuTokyoKashimaSapporo | YokohamaSaitamaRifuTokyoKashimaSapporo |
| Sức chứa: 42.000             | YokohamaSaitamaRifuTokyoKashimaSapporo | YokohamaSaitamaRifuTokyoKashimaSapporo | YokohamaSaitamaRifuTokyoKashimaSapporo |
|                              | YokohamaSaitamaRifuTokyoKashimaSapporo | YokohamaSaitamaRifuTokyoKashimaSapporo | YokohamaSaitamaRifuTokyoKashimaSapporo |

## Vòng loại
Ủy ban tổ chức các giải đấu FIFA đã phê chuẩn việc phân bổ các suất tại cuộc họp vào ngày 14 tháng 9 năm 2017.

### Vòng loại nam
Ngoài quốc gia chủ nhà Nhật Bản, 15 đội tuyển khác từ sáu liên đoàn châu lục sẽ tham dự vòng chung kết.
| Phương thức vòng loại                       | Các ngày1                      | Địa điểm1      | Số suất | Đội vượt qua vòng loại             | TK.    |
| ------------------------------------------- | ------------------------------ | -------------- | ------- | ---------------------------------- | ------ |
| Chủ nhà                                     | —                              | —              | 1       | Nhật Bản                           | [ 11 ] |
| Giải vô địch bóng đá U-21 châu Âu 2019      | 16–30 tháng 6 năm 2019         | Ý · San Marino | 4       | Pháp · Đức · România · Tây Ban Nha | [ 12 ] |
| Vòng loại khu vực châu Đại Dương            | 21 tháng 9–5 tháng 10 năm 2019 | Fiji           | 1       | New Zealand                        | [ 13 ] |
| Cúp bóng đá U-23 các quốc gia châu Phi 2019 | 8–22 tháng 11 năm 2019         | Ai Cập         | 3       | Ai Cập · Bờ Biển Ngà · Nam Phi     | [ 14 ] |
| Giải vô địch bóng đá U-23 châu Á 2020       | 8–26 tháng 1 năm 2020          | Thái Lan       | 3       | Úc · Ả Rập Xê Út · Hàn Quốc        | [ 15 ] |
| Giải bóng đá tiền Thế vận hội Nam Mỹ 2020   | 18 tháng 1–9 tháng 2 năm 2020  | Colombia       | 2       | Argentina · Brasil                 | [ 16 ] |
| Vòng loại khu vực Bắc, Trung Mỹ và Caribe   | 18–30 tháng 3 năm 2021         | México         | 2       | Honduras · México                  | [ 17 ] |
| Tổng số                                     |                                |                | 16      |                                    |        |

- ^1 Ngày và địa điểm của vòng chung kết khu vực đó (hoặc vòng cuối cùng của quá trình vòng loại); các giai đoạn vòng loại khác nhau có thể diễn ra trước đó ở nhiều địa điểm khác nhau.

### Vòng loại nữ
Ngoài quốc gia chủ nhà Nhật Bản, 11 đội tuyển nữ quốc gia sẽ vượt qua vòng loại từ sáu liên đoàn châu lục riêng biệt.
Lần đầu tiên, theo thỏa thuận giữa bốn hiệp hội bóng đá Anh Quốc (Anh, Bắc Ireland, Scotland và Wales), Vương quốc Liên hiệp Anh đã giành quyền tham dự Thế vận hội thông qua thành tích của Anh tại World Cup (một thủ tục đã được đội tuyển Anh Quốc sử dụng thành công trong môn khúc côn cầu trên cỏ và bóng bầu dục bảy người). Scotland cũng đã tham dự World Cup, nhưng theo thỏa thuận trong đó quốc gia có thứ hạng cao nhất được đề cử để thi đấu vì mục đích giành suất tham dự Thế vận hội, thành tích của họ đã không được tính đến.

## Các đội vượt qua vòng loại
| Quốc gia             | Nam | Nữ  | Vận động viên |
| -------------------- | --- | --- | ------------- |
| Argentina            | Yes |     | 22            |
| Úc                   | Yes | Yes | 44            |
| Brasil               | Yes | Yes | 44            |
| Canada               |     | Yes | 22            |
| Chile                |     | Yes | 22            |
| Trung Quốc           |     | Yes | 22            |
| Ai Cập               | Yes |     | 22            |
| Pháp                 | Yes |     | 21            |
| Anh Quốc             |     | Yes | 22            |
| Bờ Biển Ngà          | Yes |     | 21            |
| Đức                  | Yes |     | 19            |
| Honduras             | Yes |     | 22            |
| Nhật Bản             | Yes | Yes | 44            |
| México               | Yes |     | 22            |
| New Zealand          | Yes | Yes | 44            |
| Hà Lan               |     | Yes | 22            |
| România              | Yes |     | 22            |
| Nam Phi              | Yes |     | 19            |
| Ả Rập Xê Út          | Yes |     | 22            |
| Hàn Quốc             | Yes |     | 22            |
| Tây Ban Nha          | Yes |     | 22            |
| Thụy Điển            |     | Yes | 22            |
| Hoa Kỳ               |     | Yes | 22            |
| Zambia               |     | Yes | 22            |
| Tổng cộng: 24 ủy ban | 16  | 12  | 608           |

## Bốc thăm
Lễ bốc thăm cho các giải đấu nam và nữ được tổ chức vào ngày 21 tháng 4 năm 2021 lúc 10:00 CEST (UTC+2), tại trụ sở FIFA ở Zürich, Thụy Sĩ.

## Giải đấu nam
16 đội tuyển chia thành bốn bảng bốn đội. Đội chủ nhà Nhật Bản mặc định được xếp vào nhóm hạt giống số 1 và được gán vào vị trí A1, trong khi các đội tuyển còn lại được xếp hạt giống vào các nhóm tuơng ứng dựa trên kết quả của họ trong năm kỳ Thế vận hội gần đây (các giải đấu gần đây nhất có trọng số lớn hơn) với điểm thưởng được trao cho các nhà vô địch liên đoàn. Không bảng nào có thể chứa nhiều hơn một đội tuyển từ mỗi liên đoàn.

### Bảng A
| VT | Đội          | ST | T | H | B | BT | BB | HS | Đ | Giành quyền tham dự |
| -- | ------------ | -- | - | - | - | -- | -- | -- | - | ------------------- |
| 1  | Nhật Bản (H) | 3  | 3 | 0 | 0 | 7  | 1  | +6 | 9 | Tứ kết              |
| 2  | México       | 3  | 2 | 0 | 1 | 8  | 3  | +5 | 6 | Tứ kết              |
| 3  | Pháp         | 3  | 1 | 0 | 2 | 5  | 11 | −6 | 3 |                     |
| 4  | Nam Phi      | 3  | 0 | 0 | 3 | 3  | 8  | −5 | 0 |                     |

### Bảng B
| VT | Đội         | ST | T | H | B | BT | BB | HS | Đ | Giành quyền tham dự |
| -- | ----------- | -- | - | - | - | -- | -- | -- | - | ------------------- |
| 1  | Hàn Quốc    | 3  | 2 | 0 | 1 | 10 | 1  | +9 | 6 | Tứ kết              |
| 2  | New Zealand | 3  | 1 | 1 | 1 | 3  | 3  | 0  | 4 | Tứ kết              |
| 3  | România     | 3  | 1 | 1 | 1 | 1  | 4  | −3 | 4 |                     |
| 4  | Honduras    | 3  | 1 | 0 | 2 | 3  | 9  | −6 | 3 |                     |

### Bảng C
| VT | Đội         | ST | T | H | B | BT | BB | HS | Đ | Giành quyền tham dự |
| -- | ----------- | -- | - | - | - | -- | -- | -- | - | ------------------- |
| 1  | Tây Ban Nha | 3  | 1 | 2 | 0 | 2  | 1  | +1 | 5 | Tứ kết              |
| 2  | Ai Cập      | 3  | 1 | 1 | 1 | 2  | 1  | +1 | 4 | Tứ kết              |
| 3  | Argentina   | 3  | 1 | 1 | 1 | 2  | 3  | −1 | 4 |                     |
| 4  | Úc          | 3  | 1 | 0 | 2 | 2  | 3  | −1 | 3 |                     |

### Bảng D
| VT | Đội         | ST | T | H | B | BT | BB | HS | Đ | Giành quyền tham dự |
| -- | ----------- | -- | - | - | - | -- | -- | -- | - | ------------------- |
| 1  | Brasil      | 3  | 2 | 1 | 0 | 7  | 3  | +4 | 7 | Tứ kết              |
| 2  | Bờ Biển Ngà | 3  | 1 | 2 | 0 | 3  | 2  | +1 | 5 | Tứ kết              |
| 3  | Đức         | 3  | 1 | 1 | 1 | 6  | 7  | −1 | 4 |                     |
| 4  | Ả Rập Xê Út | 3  | 0 | 0 | 3 | 4  | 8  | −4 | 0 |                     |

### Vòng loại trực tiếp
|  | Tứ kết                | Tứ kết               |                      |      | Bán kết               | Bán kết               |  |  | Tranh huy chương vàng | Tranh huy chương vàng |
|  |                       |                      |                      |      |                       |                       |  |  |                       |                       |
|  | 31 tháng 7 – Kashima  |                      |                      |      |                       |                       |  |  |                       |                       |
|  |                       |                      |                      |      |                       |                       |  |  |                       |                       |
|  | Nhật Bản (p)          | 0(4)                 |                      |      |                       |                       |  |  |                       |                       |
|  | Nhật Bản (p)          | 0(4)                 | 3 tháng 8 – Saitama  |      |                       |                       |  |  |                       |                       |
|  | New Zealand           | 0(2)                 |                      |      |                       |                       |  |  |                       |                       |
|  | New Zealand           | 0(2)                 | Nhật Bản             | 0    |                       |                       |  |  |                       |                       |
|  | 31 tháng 7 – Rifu     |                      | Nhật Bản             | 0    |                       |                       |  |  |                       |                       |
|  |                       | Tây Ban Nha (s.h.p.) | 1                    |      |                       |                       |  |  |                       |                       |
|  | Tây Ban Nha (s.h.p.)  | Tây Ban Nha (s.h.p.) | 1                    | 5    |                       |                       |  |  |                       |                       |
|  | Tây Ban Nha (s.h.p.)  |                      | 7 tháng 8 – Yokohama | 5    |                       |                       |  |  |                       |                       |
|  | Bờ Biển Ngà           | 2                    |                      |      |                       |                       |  |  |                       |                       |
|  | Bờ Biển Ngà           | 2                    | Tây Ban Nha          | 1    |                       |                       |  |  |                       |                       |
|  | 31 tháng 7 – Yokohama |                      | Tây Ban Nha          | 1    |                       |                       |  |  |                       |                       |
|  |                       | Brasil (s.h.p.)      | 2                    |      |                       |                       |  |  |                       |                       |
|  | Hàn Quốc              | Brasil (s.h.p.)      | 2                    | 3    |                       |                       |  |  |                       |                       |
|  | Hàn Quốc              | 3 tháng 8 – Kashima  |                      | 3    |                       |                       |  |  |                       |                       |
|  | México                | 6                    |                      |      |                       |                       |  |  |                       |                       |
|  | México                | 6                    | México               | 0(1) |                       |                       |  |  |                       |                       |
|  | 31 tháng 7 – Saitama  |                      | México               | 0(1) |                       |                       |  |  |                       |                       |
|  |                       | Brasil               | 0(4)                 |      | Tranh huy chương đồng | Tranh huy chương đồng |  |  |                       |                       |
|  | Brasil                | Brasil               | 0(4)                 | 1    | Tranh huy chương đồng | Tranh huy chương đồng |  |  |                       |                       |
|  | Brasil                |                      | 6 tháng 8 – Saitama  | 1    |                       |                       |  |  |                       |                       |
|  | Ai Cập                | 0                    |                      |      |                       |                       |  |  |                       |                       |
|  | Ai Cập                | 0                    | Nhật Bản             | 1    |                       |                       |  |  |                       |                       |
|  |                       |                      |                      |      |                       |                       |  |  |                       |                       |
|  | México                | 3                    |                      |      |                       |                       |  |  |                       |                       |
|  | México                | 3                    |                      |      |                       |                       |  |  |                       |                       |

## Giải đấu nữ
12 đội tuyển chia thành ba bảng bốn đội. Đội chủ nhà Nhật Bản mặc định được xếp vào nhóm hạt giống số 1 và được gán vào vị trí A1, trong khi các đội tuyển còn lại được xếp hạt giống vào các nhóm tuơng ứng dựa trên vị trí trong bảng xếp hạng bóng đá nữ FIFA vào tháng 3 năm 2020. Không bảng nào có thể chứa nhiều hơn một đội tuyển từ mỗi liên đoàn.

### Bảng E
| VT | Đội          | ST | T | H | B | BT | BB | HS | Đ | Giành quyền tham dự |
| -- | ------------ | -- | - | - | - | -- | -- | -- | - | ------------------- |
| 1  | Anh Quốc     | 3  | 2 | 1 | 0 | 4  | 1  | +3 | 7 | Tứ kết              |
| 2  | Canada       | 3  | 1 | 2 | 0 | 4  | 3  | +1 | 5 | Tứ kết              |
| 3  | Nhật Bản (H) | 3  | 1 | 1 | 1 | 2  | 2  | 0  | 4 | Tứ kết              |
| 4  | Chile        | 3  | 0 | 0 | 3 | 1  | 5  | −4 | 0 |                     |

### Bảng F
| VT | Đội        | ST | T | H | B | BT | BB | HS  | Đ | Giành quyền tham dự |
| -- | ---------- | -- | - | - | - | -- | -- | --- | - | ------------------- |
| 1  | Hà Lan     | 3  | 2 | 1 | 0 | 21 | 8  | +13 | 7 | Tứ kết              |
| 2  | Brasil     | 3  | 2 | 1 | 0 | 9  | 3  | +6  | 7 | Tứ kết              |
| 3  | Zambia     | 3  | 0 | 1 | 2 | 7  | 15 | −8  | 1 |                     |
| 4  | Trung Quốc | 3  | 0 | 1 | 2 | 6  | 17 | −11 | 1 |                     |

### Bảng G
| VT | Đội         | ST | T | H | B | BT | BB | HS | Đ | Giành quyền tham dự |
| -- | ----------- | -- | - | - | - | -- | -- | -- | - | ------------------- |
| 1  | Thụy Điển   | 3  | 3 | 0 | 0 | 9  | 2  | +7 | 9 | Tứ kết              |
| 2  | Hoa Kỳ      | 3  | 1 | 1 | 1 | 6  | 4  | +2 | 4 | Tứ kết              |
| 3  | Úc          | 3  | 1 | 1 | 1 | 4  | 5  | −1 | 4 | Tứ kết              |
| 4  | New Zealand | 3  | 0 | 0 | 3 | 2  | 10 | −8 | 0 |                     |

### Xếp hạng các đội đứng thứ ba
| VT | Bg | Đội          | ST | T | H | B | BT | BB | HS | Đ | Giành quyền tham dự |
| -- | -- | ------------ | -- | - | - | - | -- | -- | -- | - | ------------------- |
| 1  | E  | Nhật Bản (H) | 3  | 1 | 1 | 1 | 2  | 2  | 0  | 4 | Tứ kết              |
| 2  | G  | Úc           | 3  | 1 | 1 | 1 | 4  | 5  | −1 | 4 | Tứ kết              |
| 3  | F  | Zambia       | 3  | 0 | 1 | 2 | 7  | 15 | −8 | 1 |                     |

### Vòng loại trực tiếp
|  | Tứ kết                | Tứ kết              |                      |       | Bán kết               | Bán kết               |  |  | Tranh huy chương vàng | Tranh huy chương vàng |
|  |                       |                     |                      |       |                       |                       |  |  |                       |                       |
|  | 30 tháng 7 – Kashima  |                     |                      |       |                       |                       |  |  |                       |                       |
|  |                       |                     |                      |       |                       |                       |  |  |                       |                       |
|  | Anh Quốc              | 3                   |                      |       |                       |                       |  |  |                       |                       |
|  | Anh Quốc              | 3                   | 2 tháng 8 – Yokohama |       |                       |                       |  |  |                       |                       |
|  | Úc                    | 4                   |                      |       |                       |                       |  |  |                       |                       |
|  | Úc                    | 4                   | Úc                   | 0     |                       |                       |  |  |                       |                       |
|  | 30 tháng 7 – Saitama  |                     | Úc                   | 0     |                       |                       |  |  |                       |                       |
|  |                       | Thụy Điển           | 1                    |       |                       |                       |  |  |                       |                       |
|  | Thụy Điển             | Thụy Điển           | 1                    | 3     |                       |                       |  |  |                       |                       |
|  | Thụy Điển             |                     | 6 tháng 8 – Yokohama | 3     |                       |                       |  |  |                       |                       |
|  | Nhật Bản              | 1                   |                      |       |                       |                       |  |  |                       |                       |
|  | Nhật Bản              | 1                   | Thụy Điển            | 1 (2) |                       |                       |  |  |                       |                       |
|  | 30 tháng 7 – Yokohama |                     | Thụy Điển            | 1 (2) |                       |                       |  |  |                       |                       |
|  |                       | Canada (p)          | 1 (3)                |       |                       |                       |  |  |                       |                       |
|  | Hà Lan                | Canada (p)          | 1 (3)                | 2(2)  |                       |                       |  |  |                       |                       |
|  | Hà Lan                | 2 tháng 8 – Kashima |                      | 2(2)  |                       |                       |  |  |                       |                       |
|  | Hoa Kỳ                | 2(4)                |                      |       |                       |                       |  |  |                       |                       |
|  | Hoa Kỳ                | 2(4)                | Hoa Kỳ               | 0     |                       |                       |  |  |                       |                       |
|  | 30 tháng 7 – Rifu     |                     | Hoa Kỳ               | 0     |                       |                       |  |  |                       |                       |
|  |                       | Canada              | 1                    |       | Tranh huy chương đồng | Tranh huy chương đồng |  |  |                       |                       |
|  | Canada                | Canada              | 1                    | 0(4)  | Tranh huy chương đồng | Tranh huy chương đồng |  |  |                       |                       |
|  | Canada                |                     | 5 tháng 8 – Kashima  | 0(4)  |                       |                       |  |  |                       |                       |
|  | Brasil                | 0(3)                |                      |       |                       |                       |  |  |                       |                       |
|  | Brasil                | 0(3)                | Úc                   | 3     |                       |                       |  |  |                       |                       |
|  |                       |                     |                      |       |                       |                       |  |  |                       |                       |
|  | Hoa Kỳ                | 4                   |                      |       |                       |                       |  |  |                       |                       |
|  | Hoa Kỳ                | 4                   |                      |       |                       |                       |  |  |                       |                       |

## Danh sách huy chương
| Hạng               | Đoàn               | Vàng | Bạc | Đồng | Tổng số |
| ------------------ | ------------------ | ---- | --- | ---- | ------- |
| 1                  | Brasil (BRA)       | 1    | 0   | 0    | 1       |
| 1                  | Canada (CAN)       | 1    | 0   | 0    | 1       |
| 3                  | Thụy Điển (SWE)    | 0    | 1   | 0    | 1       |
| 3                  | Tây Ban Nha (ESP)  | 0    | 1   | 0    | 1       |
| 5                  | Hoa Kỳ (USA)       | 0    | 0   | 1    | 1       |
| 5                  | México (MEX)       | 0    | 0   | 1    | 1       |
| Tổng số (6 đơn vị) | Tổng số (6 đơn vị) | 2    | 2   | 2    | 6       |

## Bảng huy chương
| Nội dung | Vàng | Bạc | Đồng |
| -------- | --- | --- | --- |
| Nam      | Brasil · Santos · Gabriel Menino · Diego Carlos · Ricardo Graça · Douglas Luiz · Guilherme Arana · Paulinho · Bruno Guimarães · Matheus Cunha · Richarlison · Antony · Brenno · Dani Alves · Bruno Fuchs · Nino · Abner · Malcom · Matheus Henrique · Reinier · Claudinho · Gabriel Martinelli · Lucão                                                                                     | Tây Ban Nha · Unai Simón · Óscar Mingueza · Marc Cucurella · Pau Torres · Jesús Vallejo · Martín Zubimendi · Marco Asensio · Mikel Merino · Rafa Mir · Dani Ceballos · Mikel Oyarzabal · Eric García · Álvaro Fernández · Carlos Soler · Jon Moncayola · Pedri · Javi Puado · Óscar Gil · Dani Olmo · Juan Miranda · Bryan Gil · Iván Villar                                                                 | México (MEX) · Luis Malagón · Jorge Sánchez · César Montes · Jesús Angulo · Johan Vásquez · Vladimir Loroña · Luis Romo · Carlos Rodríguez · Henry Martín · Diego Lainez · Alexis Vega · Adrián Mora · Guillermo Ochoa · Érick Aguirre · Uriel Antuna · José Joaquín Esquivel · Sebastián Córdova · Eduardo Aguirre · Ricardo Angulo · Fernando Beltrán · Roberto Alvarado · Sebastián Jurado |
| Nữ       | Canada (CAN) · Stephanie Labbé · Allysha Chapman · Kadeisha Buchanan · Shelina Zadorsky · Quinn · Deanne Rose · Julia Grosso · Jayde Riviere · Adriana Leon · Ashley Lawrence · Desiree Scott · Christine Sinclair · Évelyne Viens · Vanessa Gilles · Nichelle Prince · Janine Beckie · Jessie Fleming · Kailen Sheridan · Jordyn Huitema · Sophie Schmidt · Gabrielle Carle · Erin McLeod | Thụy Điển (SWE) · Hedvig Lindahl · Jonna Andersson · Emma Kullberg · Hanna Glas · Hanna Bennison · Magdalena Eriksson · Madelen Janogy · Lina Hurtig · Kosovare Asllani · Sofia Jakobsson · Stina Blackstenius · Jennifer Falk · Amanda Ilestedt · Nathalie Björn · Olivia Schough · Filippa Angeldal · Caroline Seger · Fridolina Rolfö · Anna Anvegård · Julia Roddar · Rebecka Blomqvist · Zećira Mušović | Hoa Kỳ (USA) · Alyssa Naeher · Crystal Dunn · Sam Mewis · Becky Sauerbrunn · Kelley O'Hara · Kristie Mewis · Tobin Heath · Julie Ertz · Lindsey Horan · Carli Lloyd · Christen Press · Tierna Davidson · Alex Morgan · Emily Sonnett · Megan Rapinoe · Rose Lavelle · Abby Dahlkemper · Adrianna Franch · Catarina Macario · Casey Krueger · Lynn Williams · Jane Campbell                    |